# Vasile Andrei
Vasile Andrei (Albești, 28 luglio 1955) è un ex lottatore rumeno, specializzato nella lotta greco-romana.
Ha partecipato a tre edizioni dei giochi olimpici (1980, 1984 e 1988) conquistando complessivamente due medaglie.

## Palmarès
Olimpiadi
- 2 medaglie:
  - 1 oro (pesi massimi a Los Angeles 1984)
  - 1 bronzo (pesi massimi a Mosca 1980).

Mondiali
- 3 medaglie:
  - 2 argenti (100 kg a Katowice 1982, 100 kg a Budapest 1986)
  - 1 bronzo (100 kg a Clermont-Ferrand 1987)